# Good to Me: Recorded Live at the Whisky A Go Go, Vol. 2
| Recensione | Giudizio |
| ---------- | -------- |
| AllMusic   | [ 1 ]    |

Good to Me: Recorded Live at the Whisky A Go Go, Vol. 2 è un CD dal vivo del cantante soul statunitense Otis Redding, pubblicato dall'etichetta discografica Stax Records nel 1993.
Il CD contiene il concerto, tenuto nell'aprile del 1966, nel famoso locale di Los Angeles, il Whisky A Go Go, una parte dello show era già stato pubblicato nel 1982 nell'album Recorded Live (Atlantic Records, SD 19346), la presente pubblicazione contiene brani live scartati dall'album dell'Atlantic Records a causa di imperfezioni sonore e di alcune stonature della sezione degli strumenti a fiato.

## Tracce
1. Introduction – 0:30 – Bonus Track
2. I'm Depending on You – 2:56 (Otis Redding) – Bonus Track
3. Your One and Only Man – 2:38 (Otis Redding)
4. Good to Me – 3:55 (Otis Redding, Julius Green)
5. Chained and Bound – 6:44 (Otis Redding)
6. Ol' Man Trouble – 2:29 (Otis Redding)
7. Pain in My Heart – 2:25 (Naomi Neville) – Bonus Track
8. These Arms of Mine – 3:14 (Otis Redding) – Bonus Track
9. I Can't Turn You Loose – 5:40 (Otis Redding)
10. I've Been Loving You Too Long – 5:33 (Otis Redding, Jerry Butler)
11. Security – 2:18 (Otis Redding)
12. A Hard Day's Night – 4:09 (John Lennon, Paul McCartney)

## Musicisti
- Otis Redding - voce
- James Young - chitarra
- Ralph Stewart - basso
- Elbert Woodson - batteria
- Robert Holloway - sassofono tenore
- Robert Pittman - sassofono tenore
- Donald Henry - sassofono tenore
- Sammie Coleman - tromba
- John Farris - tromba
- Clarence Johnson, Jr. - trombone

Note aggiuntive
- Al Jackson, Jr. - produttore originale della sessione
- Nesuhi Ertegun - supervisore
- Registrazione effettuata dal vivo l'8-10 aprile, 1966 al The Whisky A Go Go di Los Angeles, California
- Wally Buck - mixaggio originale
- David Luke - remixaggio dei bonus tracks
- Phil De Lancie (Fantasy Studios, Berkeley) - rimasterizzazione digitale, 1993
- Phil Carroll - art direction
- Gilles Margerin - design album
- Originariamente pubblicato nel 1982 su Atlantic SD 19346, eccetto per i bonus tracks[2]